# ビルキル・ビャルナソン
ビルキル・ビャルナソン（Birkir Bjarnason, 1988年5月27日 - ）は、アイスランド・アークレイリ出身のサッカー選手。ブレシア・カルチョ所属。アイスランド代表。ポジションはミッドフィールダー。

## 経歴

### クラブ
17歳からノルウェーのバイキングFKでキャリアを積み、2012年1月にベルギーの強豪スタンダール・リエージュに移籍。同年7月には、イタリアのペスカーラへレンタルで移籍した。2013年9月2日、UCサンプドリアへの加入が発表された。
2020年1月18日、ブレシア・カルチョと契約した。

### 代表
各アンダー世代のアイスランド代表でのプレー経験があり、2011年にはデンマークで開催されたUEFA U-21欧州選手権に出場。2010年からは、同時にフル代表にも名を連ねている。

## 所属クラブ
- バイキングFK 2006-2011

→ FKボデ/グリムト (loan) 2008
- スタンダール・リエージュ 2012-2013

→ デルフィーノ・ペスカーラ1936 (loan) 2012-2013
- デルフィーノ・ペスカーラ1936 2013
- UCサンプドリア 2013-2014
- デルフィーノ・ペスカーラ1936 2014-2015
- FCバーゼル 2015-2017
- アストン・ヴィラFC 2017-2019
- アル・アラビ・ドーハ 2019
- ブレシア・カルチョ 2020-2021
- アダナ・デミルスポル 2021-2023
- バイキングFK 2023-

## 代表歴

### 出場大会
- アイスランド代表
  - 2018 FIFAワールドカップ

### 試合数
- 国際Aマッチ 113試合 15得点（2010年-2022年）[4]

| アイスランド代表 | 国際Aマッチ | 国際Aマッチ |
| 年               | 出場        | 得点        |
| ---------------- | ----------- | ----------- |
| 2010             | 4           | 0           |
| 2011             | 5           | 0           |
| 2012             | 9           | 2           |
| 2013             | 10          | 2           |
| 2014             | 8           | 0           |
| 2015             | 8           | 2           |
| 2016             | 13          | 2           |
| 2017             | 6           | 1           |
| 2018             | 11          | 1           |
| 2019             | 10          | 3           |
| 2020             | 8           | 0           |
| 2021             | 13          | 1           |
| 2022             | 8           | 1           |
| 通算             | 113         | 15          |